# Тахарлев, Йорам
Йорам Тахарлев (ивр. יורם טהרלב‎; 24 января 1938 — 6 января 2022) — израильский поэт, автор стихов песен и юмористических текстов. Сотни его песен были положены на музыку и записаны многими израильскими композиторами и исполнителями. Они рассматриваются как песенное отражение постоянно меняющейся израильской культуры. Его работы сыграли значительную роль в создании и формировании «самосознания Израиля».
В городе Ор-Йехуда в честь него назван круговой перекрёсток. Слова его песен высечены в камне по всему Израилю, включая такие города, как Петах-Тиква и Иерусалим.

## Биография

### Ранние годы
Йорам Тахарлев родился 24 января 1938 года в кибуце Ягур в семье Яфы Ицикович (ивр. יפה איציקוביץ‎) и писателя и поэта Хаима Тахарлева. Во время прохождения воинской службы был репортёром армейской газеты.

### Его работы
Тахарлев написал множество песен, в основном для фестивалей и различных конкурсов, таких как Израильский фестиваль песен (Israeli Song Festival) и Евровидение. Он также опубликовал несколько сборников стихов и песен. Многие годы Тахарлев работал как издатель в Министерстве обороны Израиля.

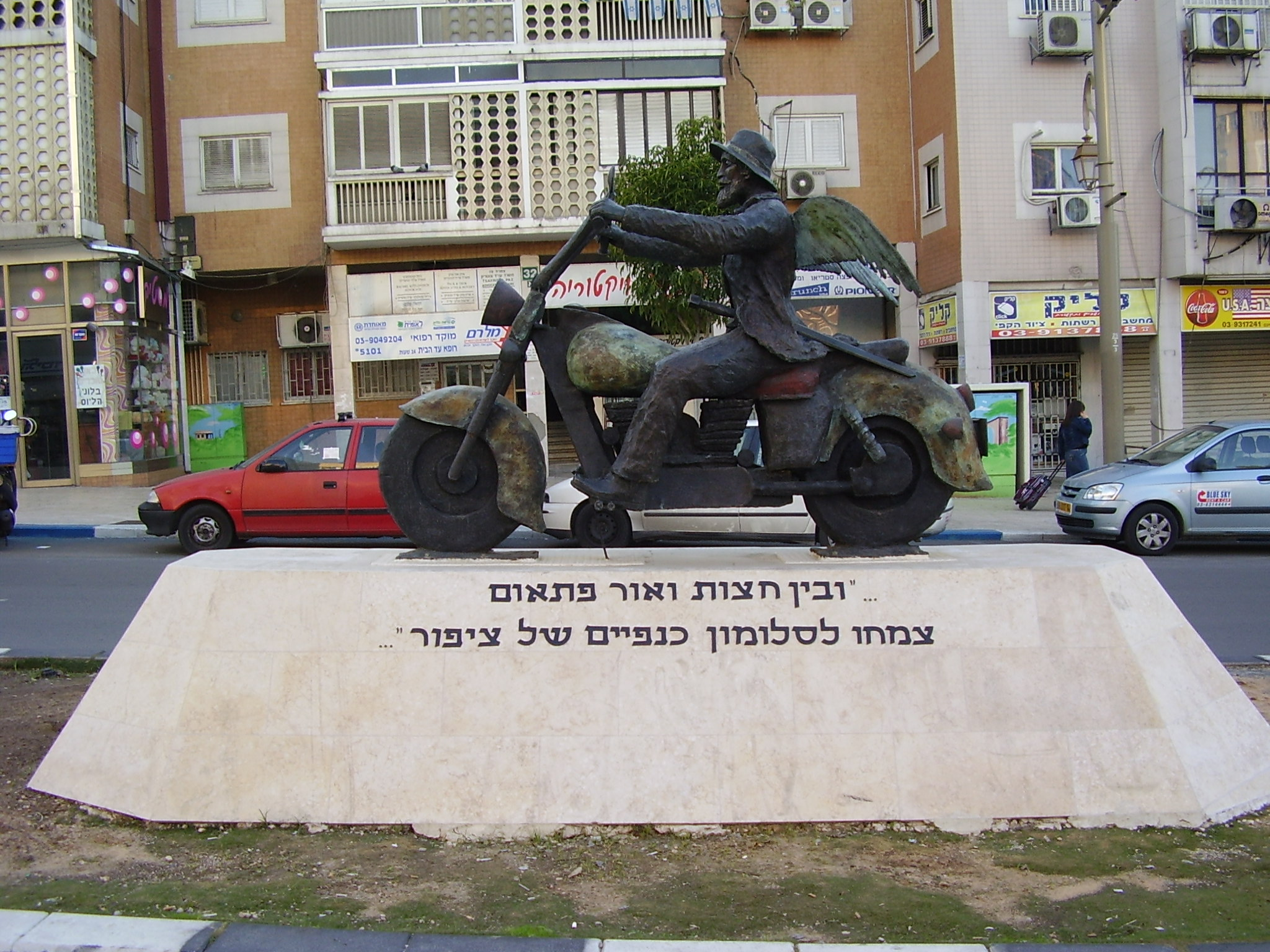
Монументв городе Петах-Тиква, на котором высечены слова из песни The Ballad of Yoel Moshe Salomon

Репертуар Тахарлева разообразен. Среди его работ можно найти песни о любви, о природе, о дружбе, патриотические и юмористические песни. Его песня Арсенальная горка (англ. Ammunition Hill) среди тех, что поразили публику своим точным описанием боя за Арсенальную горку при сражении за Иерусалим во время Шестидневной войны. Песня «Будь мне другом, будь мне братом» (Be My Friend, Be My Brother, Hebrew: היֵה לי חבר היֵה לי אח Heye li Haver Heye li Ach) — это известная песня о дружбе, а песня Баллада о Йоэле Моше Саломоне (ивр. הבלדה על יואל משה סלומון‎), спетая Ариком Айнштейном, которая начинается со слов «Одним пасмурным утром 1878…» (Hebrew: בבוקר לח בשנת תרל"ח BeBoker Lach BeShnat Tarlach) — это описание эпизода в израильской истории (основания города Петах-Тиква).

### Светское чтение Священных книг
После написания сотен поэм, последние 20 лет Тахарлев посвящает всё своё время чтению священных книг и описанию традиционных еврейских текстов. Он написал ряд книг, где проанализировал и переписал на светский манер старые еврейские тексты. Тахарлев говорит: «Я читаю Священные тексты светским взглядом».
Тахарлев описывает свои работы как «свежий и юмористический взгляд на традиционные еврейские книги и тексты». Его интерпретация древних текстов была хорошо воспринята как светским, так и религиозным сообществом. Его книга «Al Birkey Avot» (perush to ‘Pirkey Avot’) была среди наиболее продаваемых в 2016 году.
Его книга «Simchat Tora» — это прекрасно исследованное и полное юмора описание всех советов Торы на всю неделю. Тахарлев показал красоту и уникальность традиций. Его девиз: «изучай с радостью и улыбкой!» Из facebook-а Тахарлева: «Если бы религиозные и традиционные тексты преподносились нам в подобном виде и с улыбкой, мы могли бы понять гораздо больше о наших корнях и не были бы так далеки от них».
«Тахарлев сильно преуспел в том, чтобы стать ближе к еврейским традициям, к людям, которые отступили от всего, что кажется религиозным или традиционным» (проф. Йона Шамир). Лауреат Премии Израиля Элияху Хакоэн сказал: «несмотря на то, что он родился в кибуце и главные его темы — это армейская лирика и поп-песни, Тахарлев черпает свои мотивы и вдохновение из Библии; он наиболее „еврейский“ из израильских поэтов».

### Песни
Ни один человек в Израиле не может представить национальное или личное событие, грустное или счастливое, без песен или стихов Тахарлева. Во время сельскохозяйственного Библейского еврейского праздника (Jewish Biblical holidays), Национальной поминальной церемонии, свадеб и др., его песни являются душой любого события.
Песня «Иди и прогуляйся по стране» стала слоганом ассоциации заповедников. «Был у меня друг был у меня брат (ивр. היֵה לי חבר היֵה לי אח‎) была написана после войны Судного дня и её тема, по свидетельству автора, главное, что проявляется в результате войны — дружба. Песню «Арсенальная горка» считают символом дня Независимости. Песня «Вечно зелёная гора» о горе Кармель (место, где Тахарлев родился) стала символом праздника Ту би-Шват из-за строчки «פקחתי את עיני, היה אז חודש שבט» (с ивр. — «Я открыл глаза — был месяц Шват»). По этой причине израильские дети разучивают её к празднику в детских садах. Однако автор утверждает, что песня написана в честь его дня рождения, который отмечают в месяц Шват. Дети обычно не поют куплет, где автор с друзьями прощается с погибшим товарищем на горе Кармель (ивр. הבאנו על כפיים רע וידיד ונפרדנו מול ההר הירוק תמיד‎).
Песня «Своими руками он принесёт» (Al Kapav Yavi), которую исполняет Ривка Зохар, была написана после встречи с безработным плотником в бедном районе, который сидел в своей пустой мастерской с надеждой построить стул для пророка Илии, который придёт и избавит его от бед. Его песня «Хора», наполненная духом Израиля и спетая Ави Толедано, была удостоена второго места на конкурсе «Евровидение» в 1982 году.
Многие песни Тахарлева были написаны на основе его детского опыта жизни в кибуце. Среди этих песен «Вечно зелёная гора» (Hebrew: ההר הירוק תמיד HaHar HaYarok Tamid), которая была написана о горе Кармель возле его родного кибуца, «Четыре пополудни» (Hebrew: ארבע אחר הצהריים Arba Ahar HaTzhorhayim) о жизни в его родном кибуце, «В роще» (Hebrew: בפרדס ליד השוקת BaPardes LeYad HaShoket) написанная о роще, где он любил побыть в уединении и «Тень и колодезная вода» (Hebrew: צלומי באר Tzel Ve Mei Beer) о событии 1945 года, когда группа нелегальных иммигрантов была доставлена в кибуц из лагеря Атлит, чтобы спрятаться от британцев. В последней песне есть такие слова: «Тот, чей дом разрушен, может прийти и остаться здесь навсегда».
Музыку на его слова писали многие известные израильские композиторы, среди которых Моше Виленский, Нахум Хейман, Нурит Хирш, Мати Каспи, Мони Америллио, Шалом Ханох и Эфи Нецер. Первым, кто написал музыку на его слова, был Нахум Хейман из кибуца Бейт-Альфа, которому Тахарлев послал слова своей песни «Ты, я и ветер» (Hebrew: את ואני והרוח At Ve Ani Ve HaRuach) с просьбой написать к ним музыку. Песня была исполнена группой «Пригород» (The Suburbs).
Особые отношения сложились у Тахарлева с композитором Яиром Розенблюмом, с которым они вместе создали много хитов для Военных ансамблей Израиля. Среди них: «Есть девушки» (Yeshnan Banot), «Будь мне другом, будь мне братом», «Арсенальная горка», «Песня парашютиста» (Hebrew: שירו של צנחן Shiro Shel Tzanhan) и «Нет пути назад» (Hebrew: אין כבר דרך חזרהEin Kvar Derech Hazara). Кроме того, они писали и юмористические весёлые песни для военных ансамблей, такие как «Хаске» (Hebrew: חסקה), «Не так уж он умен» (Hebrew: הוא לא כל כך חכם Hu Lo Kol Kach Haham), «Наставник» («The Chaperone», Hebrew: המלווה HaMelave), «Yideshe Piratan» и «Как я хочу» (Hebrew: אני מת Ani Met), а также патриотические песни «Ангел с лестницы Иакова» (Hebrew: מלאך מסולם יעקב Malach MeSulam Yaacov), «Чудеса не заканчиваются» (Hebrew: עוד לא תמו כל פלאייך Od Lo Tamu Kol Pla’ayich), «Поднимайся и прокатись по стране» (Hebrew: קום והתהלך בארץ Kum Ve Hithalech BaAretz), «К ручью» (Hebrew: אל הנח"ל El HaNahal), «Аккордеонист» (Hebrew: נגן אקורדיון Nagan Accordion), «Бен-Гурион» (Hebrew: בן-גוריון) и другие.
Многие его песни также были написаны в жанре рок и поп музыки: «Ты не можешь» (Hebrew: אינך יכולה Einech Yechola), исполненная поп группой Высокие окна, «Поднимется и придёт», исполненная израильским певцом Гиди Говом и «Электричество в твоих руках» (Hebrew: חשמל בכפות ידייך Hashmal BeKapot Yadecha), спетая Рути Навон (Ruti Navon). Среди других исполнителей его песен Йорам Гаон, Хава Альберштейн, Ярдена Арази, Трио «Мост Яркон», «Ха-парбарим», «Ха-дудаим» (с ивр. — «Мандрагоры»), Эдна Лев, «Ха-хамцицим», Иланит, Боаз Шараби, Илана Ровина, Мати Каспи, Магафаим и многие другие.
Тахарлев также написал много детских песен для фестиваля Israeli Children Songs Festival, таких как «Моя семья» (Hebrew: המשפחה שלי HaMishpacha Sheli) для Shlomo Nitzan, «Barba’aba» и «Mr. Apchi» для en:Tzipi Shavit, «Нас не остановишь» (We Won’t Stop, Hebrew: לא נעצור Lo Naatzor) и «Come Back Romance» (Hebrew: שובי רומנטיקה Shuvi Romantica) спетую en:Yardena Arazi, «Дональд Дак» исполненную Mike Burstein и многие другие. Песня «Дорога в деревню» (Hebrew: הדרך אל הכפר HaDerech El HaKfar) была написана для
Ривки Зохар и основана на истории её жизни с детства и до возвращения в Израиль после суровых испытаний в США. Музыку к песне написала Нурит Хирш для Festigal в 1985 и песня выиграла первый приз. Годом позже авторы написали песню «Частичка небес» («Piece of Heaven» (God’s Plot), Hebrew: חלקת אלוהים Helkat Elohim), которую также исполняла Зохар и с которой снова выиграла первую премию.
Тахарлев был удостоен награды за дело жизни (ивр. מפעל חיים‎) от президента Университета имени Бар-Илана как один из наиболее плодотворных еврейских поэтов-песенников своего времени, сделавший значительный вклад в обновлённую песенную культуру Израиля, и в связи с 70-летием.
В 2016 на фестивале Children’s Theatre Festival в Хайфе, песня «Первый поцелуй» (The First Kiss, Hebrew: הנשיקה הראשונה HaNeshika HaRishona) на ранние тексты Тахарлева выиграла первую премию в молодёжной категории.

## Личная жизнь
В 1963 Тахарлев встретил поэтессу Нурит Зархи когда они учились в Университете Тель-Авива. Вскоре после этого в августе 1963 они поженились. У них родилось двое дочерей Рони и Арела Тахарлев. В начале совместной жизни они жили в кибуце Ягур, где родилась их старшая дочь, однако позднее они переехали в Петах-Тикву, откуда снова переехали в Ришон-ле-Цион, а затем в Тель-Авив. После тринадцати лет брака они расстались. В 1978 г. Тахарлев женился на Линде, гражданке США. У них родились сын Даниэль и дочь Мишель. В 2011 г. Линды не стало. В 2014 г. Тахарлев женился на Батье Кейнан (ивр. בתיה קינן‎), экс-представителе президента Эзера Вейцмана.

## Дискография
- 2005 Йорам Тахарлев — Поднимайся и прокатись по стране (Get up and tour the country)
- 2008 Йорам Тахарлев — Нет пути назад (No way back) — 4 компакт-диска